# (2206) Gabrova
(2206) Gabrova es un asteroide perteneciente al cinturón de asteroides, descubierto el 1 de abril de 1976 por Nikolái Stepánovich Chernyj desde el Observatorio Astrofísico de Crimea (República de Crimea).

## Designación y nombre
Designado provisionalmente como 1976 GR3. Fue nombrado Gabrova en homenaje a la Gabrovo, ciudad de Bulgaria.